# Arrondissement Quimper
Arrondissement Quimper je francouzský arrondissement ležící v departementu Finistère v regionu Bretaň. Člení se dále na 17 kantonů a 84 obcí.

## Kantony
- Arzano
- Bannalec
- Briec
- Concarneau
- Douarnenez
- Fouesnant
- Guilvinec
- Plogastel-Saint-Germain
- Pont-Aven
- Pont-Croix
- Pont-l'Abbé
- Quimper-1
- Quimper-2
- Quimper-3
- Quimperlé
- Rosporden
- Scaër